# The Unlisted
The Unlisted è una serie TV australiana rivolta a bambini e adolescenti. La serie segue la storia di due gemelli identici di 13 anni, Drupad e Kalpen Sharma, che, con l'aiuto di altri quattro ragazzi, cercano di fermare il governo dall'imporre un controllo mentale sui giovani di tutto il mondo.
The Unlisted è una produzione Aquarius Films trasmessa originariamente su ABC Me. Netflix ha acquisito i diritti per la trasmissione al di fuori dell'Australia.

## Trama
Quando i gemelli Sharma, indagando sulle abilità che Kal ha sviluppato in seguito al lancio del nuovo programma educativo di Infinity Group, scoprono un piano segreto per controllare le menti dei giovani, si alleano con altri quattro ragazzi fuggitivi per fermare il grande complotto che rischia di cambiare per sempre il mondo.

## Episodi
| Stagione       | Episodi | Prima TV Australia | Prima TV Italia |
| -------------- | ------- | ------------------ | --------------- |
| Prima stagione | 15      | 2019               | 2020            |